# Cinta de vídeo

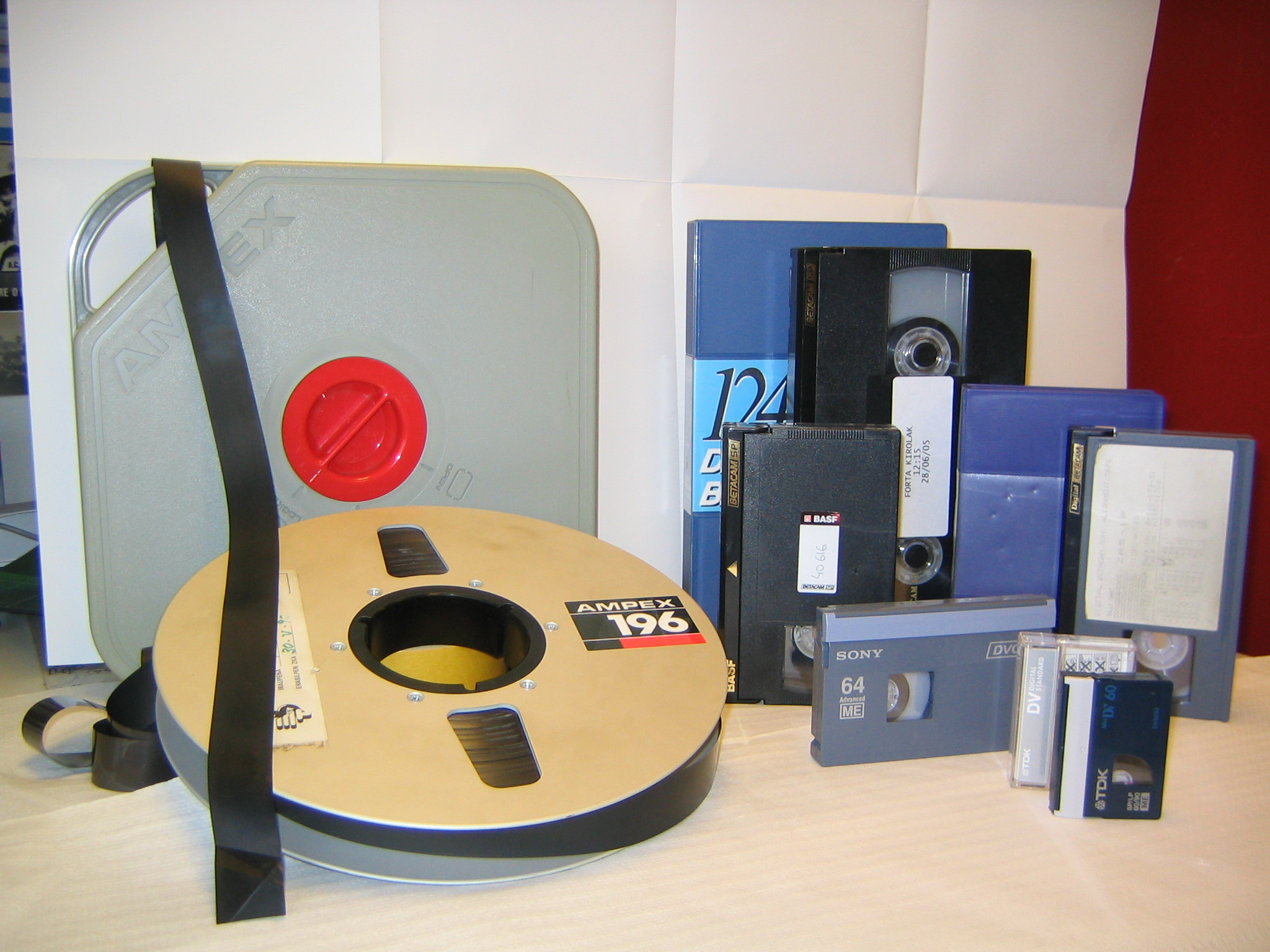
Diversos tipus de cintes de vídeo

Les  cintes de vídeo  o videotape (de l'anglès, literalment = "cinta de vídeo") és una cinta de material plàstic, molt prima, amb un recobriment de partícules magnètiques, utilitzat per al registre de la imatge de Televisió que passar pel capçal que orienta les partícules d'acord amb el senyal d'entrada (vídeo en aquest cas).
El seu ús permet l'enregistrament dels programes de televisió per a la seva posterior difusió. Videotape s'aplica, també, per extensió, als aparells del procés d'edició i postproducció a l'estudi de televisió.
En pràcticament tots els casos, s'utilitza magnetoscopi amb el mètode de gravació per exploració helicoidal on el capçal de vídeo gira respecte a la cinta en moviment per gravar la informació. Pel fet que els senyals de vídeo tenen una freqüència alta, la velocitat relativa de la cinta respecte del capçal ha de ser també molt elevada, per aquesta raó els caps estàtics obligaven que la cinta corregués a molt alta velocitat.
Aquesta tecnologia analògica va esdevenir obsoleta amb la introducció de l'enregistrament digital. A finals dels anys noranta del segle passat la cinta de video en format analògic va cedir el pas al DVD i el Blu-Ray, format de video digital. A principis dels anys 2000 es va produir la introducció i l'augment del protagonisme dels mitjans d'enregistrament de vídeo d'accés aleatori d'alta qualitat, com ara discs durs i memòria flaix. Des de llavors, la cinta de vídeo ha quedat cada vegada més relegada a usos arxivístics i similars.

## Videocasset

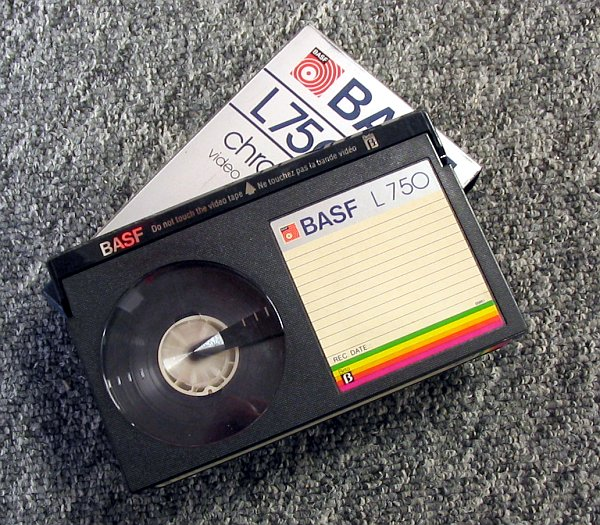
Fotografia d'una cinta Betamax i la seva capsa

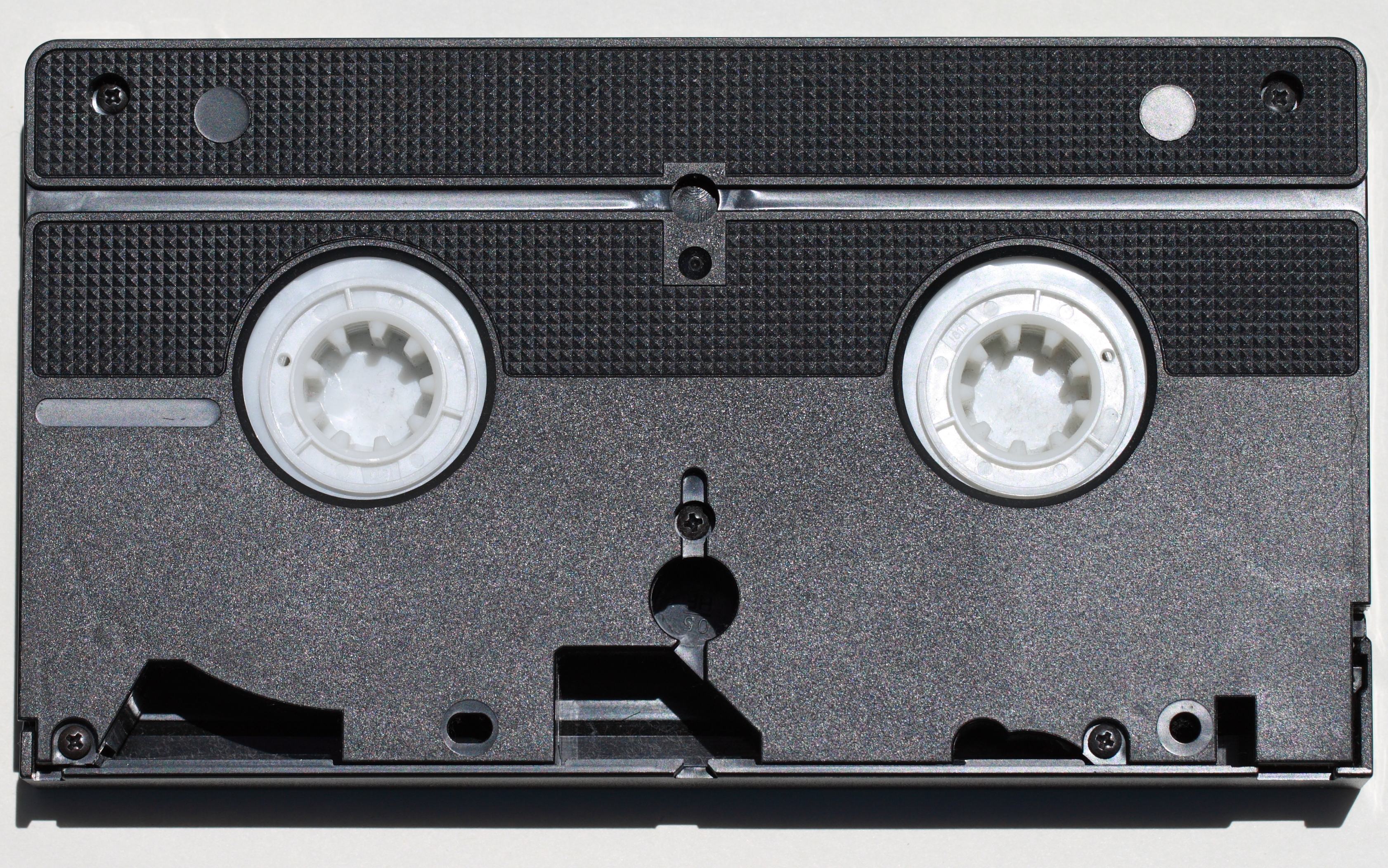
Vista inferior d'un casset d'un videocasset VHS mostrant la cinta magnètica.

La videocasset és un mitjà d'emmagatzematge d'imatges de vídeo (televisió) acompanyades amb so, sobre una cinta magnètica tancada dins d'una casset, que es grava mitjançant una màquina coneguda com a magnetoscopi.

## Principis de la gravació magnètica de vídeo[4]
La televisió basa els seus principis en la transformació de les intensitats lluminoses en variacions de tensió que permeten la seva modulació i radiació des d'una antena transmissora. Amb anterioritat a l'aparició dels magnetoscopis ja existien els magnetòfons d'àudio, però la gravació d'imatges exigia solucions de major complexitat. Era sabut que la solució vindria per la via del magnetisme. La dificultat consistia en com convertir les corrents elèctriques variables procedents de la càmera de televisió en camps magnètics que afectessin a un material ferromagnètic, deixant en aquest, una empremta permanent que fes possible el procés invers.
Són materials ferromagnètics aquells que després d'haver sigut sotmesos a l'acció d'un camp magnètic intens queden convertits, al seu torn, en un imant. Materials com el ferro, el níquel, el cobalt i aliatges dels mateixos pertanyen a aquest grup i eren ja utilitzats en el procés de fabricació de les cintes magnètiques d'àudio.
Qualsevol fil conductor pel que circuli una corrent elèctrica genera, al seu entorn, un camp magnètic de intensitat proporcional a la magnitud d'aquesta corrent. La gravació magnètica s'efectua en el cap magnètic, que no es una altra cosa que un fil conductor enrotllat, en forma de bobina, a un nucli que genera un camp magnètic proporcional al corrent aplicat al fil. En el cap es produeix la conversió de les variacions de tensió en variacions de camp magnètic.
Per que la transformació del corrent elèctric variable (o senyal de vídeo que entrega la càmera de televisió) en variacions de camp magnètic afecti el material ferromagnètic (partícules repartides sobre la superfície de la cinta) amb suficient força com per magnetitzar les seves partícules, es aconsellable interrompre el nucli en un punt denominat entreferro. Allà tenen lloc una dispersió cap al exterior del camp magnètic generat pel corrent, que es aprofitada per situar en íntim contacte la cinta magnètica que es veu així sotmesa a l'acció del camp. Les partícules de la cinta queden magnetitzades i orientades de manera perenne. El procés de reproducció és invers, les partícules magnetitzades de la cinta, que passa longitudinalment en contacte amb l'entreferro, generen un camp magnètic que indueix, en aquest entreferro del cap, ara una funció lectora, una corrent elèctrica proporcional a les variacions magnètiques presents en la cinta. Donat que el procés es reversible, el cap pot servir tant per la gravació com per la reproducció.

### Propietats
Mecàniques
- Material de suport. Generalment polièster.
- Material ferromagnètic.
- Ample de cinta.
- Longitud.
- Duració.
- Resistència a la tracció.
- Poder abrasiu. Interessa que sigui poc per no desgastar els caps gravadors reproductors.
- Número de drop outs. Es manifesten com la falta de senyal produïda per una no uniforme distribució de les partícules ferromagnètiques, pel despreniment de les mateixes o per efecte de pols depositada sobre la cinta.

Magnètiques
- Romanència. És la inducció magnètica que queda a la cinta gravada quan ja ha desaparegut la força exterior magnetitzant.
- Coercitivitat. És la força magnètica de sentit invers a la inicial necessària per eliminar la magnetització romanent.

Electromagnètiques
- Sensibilitat. És el resultat de la comparació entre els nivells de sortida d'una gravació efectuada en la cinta a considerar respecte a els obtinguts en una cinta patró.
- Nivell màxim de gravació. A partir de la qual comença la distorsió.
- Soroll de fons. Depèn, generalment, del procés de fabricació i està relacionat amb la falta de homogeneïtat en el repartiment de les partícules magnètiques.
- Relació senyal/soroll. És la relació entre el soroll de fons i el de la senyal gravada. A una relació més elevada correspon una major qualitat.

L'emmagatzematge de les cintes ha de ser en llocs sense humitat ja que sinó la mateixa humitat les fa molt abrasives accelerant el desgast dels capçals de vídeo. Els drops outs que no provinguin de fàbrica poden evitar-se si no es toca la cinta amb el dits així com operant en ambients nets. La cinta ha de guardar-se en posició vertical i sobretot, lluny de camps magnètics que podrien afectar la magnetització de les partícules de la cinta, alterant així la seva reproducció.

## Retransmissió de vídeo

### Quad

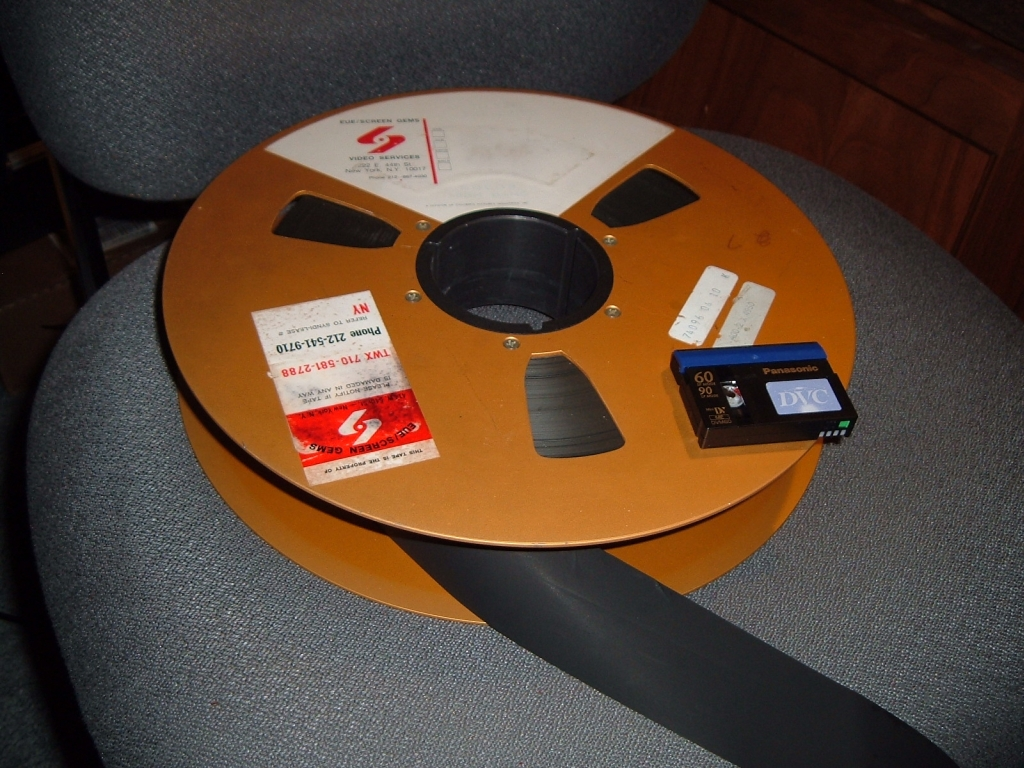
Un rodet de catorze polzades de cinta de vídeo quàdruple de 2 polzades en comparació amb un videocasset MiniDV modern. Tots dos mitjans emmagatzemen una hora de vídeo en color.

Les primeres màquines professionals comercials de cintes de vídeo de qualitat de transmissió capaces de reemplaçar el cinescopi van ser les cintes de vídeo quàdruples (Quad) de dues polzades introduïdes per Ampex el 14 d'abril de 1956, en la convenció de l'Associació Nacional de Locutors a Chicago. Quad va emprar un sistema de quatre capçals transversals (escanejant la cinta a l'amplada) en una cinta de dues polzades (5,08 cm) i capçals estacionaris per a la banda sonora.
CBS Television va utilitzar per primera vegada l'Ampex VRX-1000 Mark IV en els seus estudis Television City a Hollywood el 30 de novembre de 1956, per reproduir una transmissió endarrerida de Douglas Edwards and the News des de Nova York a la zona horària del Pacífic. El 22 de gener de 1957, el programa de concursos de NBC Television Truth or Consequences, produït a Hollywood, es va convertir en el primer programa que es va transmetre a totes les zones horàries des d'una cinta de vídeo preenregistrada.
Ampex va introduir una gravadora de cinta de vídeo en color el 1958 en un acord de llicència creuada amb RCA, els enginyers de la qual l'havien desenvolupat a partir d'una gravadora Ampex en blanc i negre. L'especial de NBC, An Evening With Fred Astaire (1958), és la cinta de vídeo en color més antiga d'una cadena de televisió i ha estat restaurada per l'Arxiu de Cinema i Televisió de l'UCLA.
El 7 de desembre de 1963, la reproducció instantània, originalment un sistema basat en una cinta de vídeo, va ser utilitzada per primera vegada durant la transmissió en directe del Army-Navy Game pel seu inventor, el director Tony Verna.
Tot i que Quad es va convertir en l'estàndard de la indústria durant aproximadament trenta anys, té inconvenients com la incapacitat de congelar imatges i la manca de cerca d'imatges. A més, a les primeres màquines, una cinta es podia reproduir de manera fiable utilitzant només el mateix conjunt de capçals de cinta fets a mà, que es desgastaven molt ràpidament. Malgrat aquests problemes, Quad és capaç de produir imatges excel·lents. Els sistemes de cintes de vídeo posteriors han utilitzat exploració helicoïdal, on els capçals de vídeo graven pistes diagonals (de camps complets) a la cinta.
Molts enregistraments de vídeo primerencs no es van conservar. Si bé és molt menys costós (si es recicla repetidament) i més convenient que el kinescopi, l'alt cost de 3M Scotch 179 i altres cintes de vídeo primerenques ($300 per rodet d'una hora) va significar que la majoria de les emissores van esborrar i van reutilitzar i (als Estats Units) van considerar la cinta de vídeo simplement com un mitjà millor i més rendible per retardar les transmissions que els cinescopis. Van ser les quatre zones horàries dels Estats Units continentals les que van fer que el sistema fos molt desitjable en primer lloc.
Algunes de les primeres transmissions de vídeo han sobreviscut, inclòs The Edsel Show, transmès en directe el 1957, i An Evening With Fred Astaire de 1958, la cinta de vídeo en color més antiga coneguda d'un programa d'entreteniment (i la segona cinta de vídeo en color més antiga que se sap que sobreviu, la més antiga és la inauguració de maig de 1958 dels estudis WRC-TV a Washington DC). El 1976, l'especial del 50è aniversari de la NBC incloïa un extracte d'un especial en color del 1957 protagonitzat per Donald O'Connor; malgrat alguns problemes tècnics obvis, la cinta de color va ser notablement bona. Alguns programes de televisió clàssics gravats en cintes de vídeo d'estudi estan disponibles en DVD, entre ells Peter Pan de la NBC (primera transmissió el 1960) amb Mary Martin com Peter, diversos episodis de The Dinah Shore Chevy Show (finals de la dècada de 1950 i principis de la de 1960), l'últim Howdy Doody Show (1960), la versió televisiva del programa individual de Hal Holbrook Mark Twain Tonight (primera transmissió el 1967) i la producció clàssica de Mikhaïl Baríxnikov del ballet El Trencanous (primera transmissió el 1977).

## Futur de la cinta
Amb els avenços tecnològics, la cinta de vídeo ha deixat enrere els seus usos originals (enregistrament original, edició i reproducció de transmissions) i ara és principalment un mitjà de fitxer.
La mort de la cinta per a l'enregistrament de vídeo ja es va pronosticar el 1995, quan es va demostrar que el sistema d'edició no lineal Avid emmagatzemava clips de vídeo en discs durs. No obstant això, la cinta de vídeo encara s'usava àmpliament, especialment per part dels consumidors, fins a aproximadament 2004, quan les càmeres de vídeo basades en DVD es van tornar assequibles per al consumidor i els ordinadors domèstics tenien discos durs prou grans per a emmagatzemar una quantitat acceptable de vídeo.
Les càmeres de consum de vídeo han passat d'estar basades en cinta a sense, que graven vídeo com a arxius d'ordinador. S'han utilitzat discos durs petits i discos òptics gravables, sent la memòria d'estat sòlid com a targetes SD el líder actual del mercat. Hi ha dos avantatges principals: primer, la còpia d'un enregistrament en cinta en un ordinador o una altra màquina de vídeo passa en temps real (per exemple, un vídeo de deu minuts trigaria deu minuts a copiar); atès que les càmeres de vídeo sense cinta graven vídeo com a arxius de dades llestos per a ordinador, els arxius poden simplement copiar-se en un ordinador. En segon lloc, les càmeres de vídeo sense cinta, i en particular les que usen memòria d'estat sòlid, són molt més simples mecànicament i, per tant, més fiables.
Malgrat aquests avantatges, la cinta encara es fa servir molt entre cineastes i cadenes de televisió a causa de la seva longevitat, baix cost i confiança. Les còpies mestres del contingut visual sovint s'emmagatzemen en cinta per aquests motius, en particular per part dels usuaris que no es poden permetre canviar a màquines sense cinta. Els usuaris professionals, com ara la televisió oberta, encara feien servir cintes en gran manera a mitjans o finals de la dècada de 2000, però els formats sense cinta com DVCPRO P2, XDCAM i AVCHD estan guanyant acceptació més àmplia.
Tot i que l'enregistrament en directe ha migrat a estat sòlid (Panasonic P2, Sony SR MASTER o XDCAM-EX), discos òptics (XDCAM de Sony) i discos durs, l'alt cost de l'estat sòlid i la vida útil limitada de les unitats de disc dur els fan menys desitjable per a ús de fitxer, per al qual encara s'usa la cinta. El 2016, alguns equips de càmeres de notícies i producció encara tenien càmeres que usen formats de cinta, fins i tot en HD.

## Formats cd videocasset
- U-matic
- Betacam
- Betamax
- VCR
- VCR-LP
- SV
- V2000
- VHS
- VHS-C
- S-VHS
- S-VHS-C
- Video 8
- Hi-8